# 刘氏兄弟故居
31°54′22″N 120°15′32″E / 31.90611°N 120.25889°E

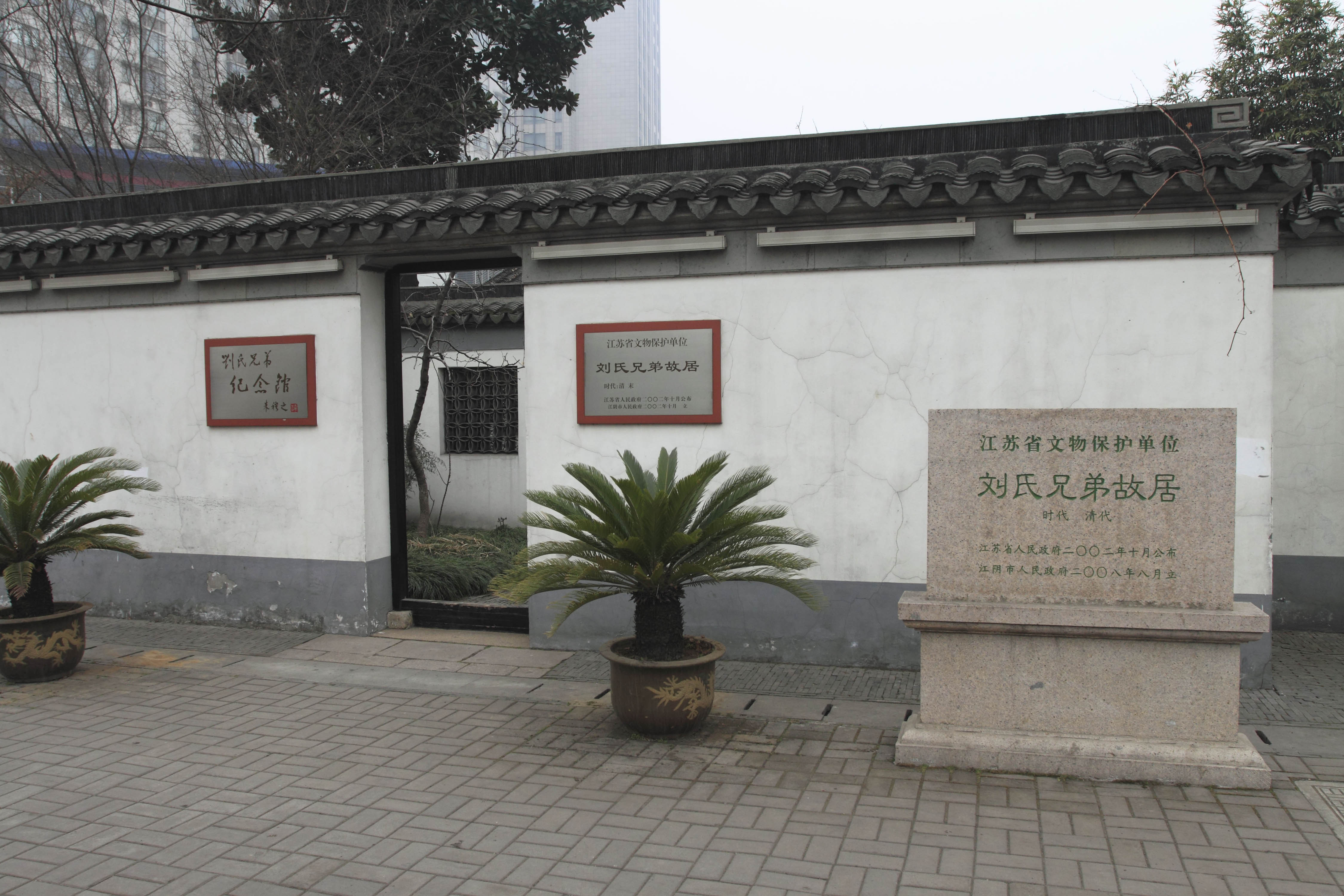
大门

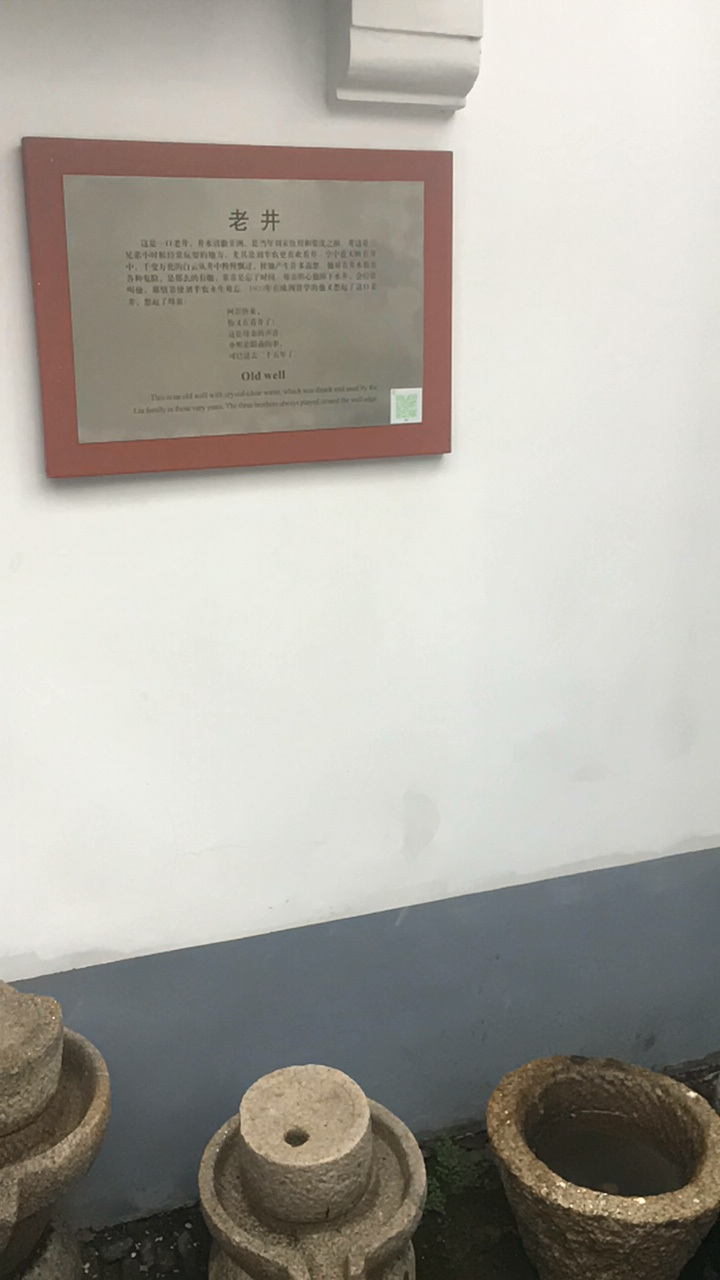
老井

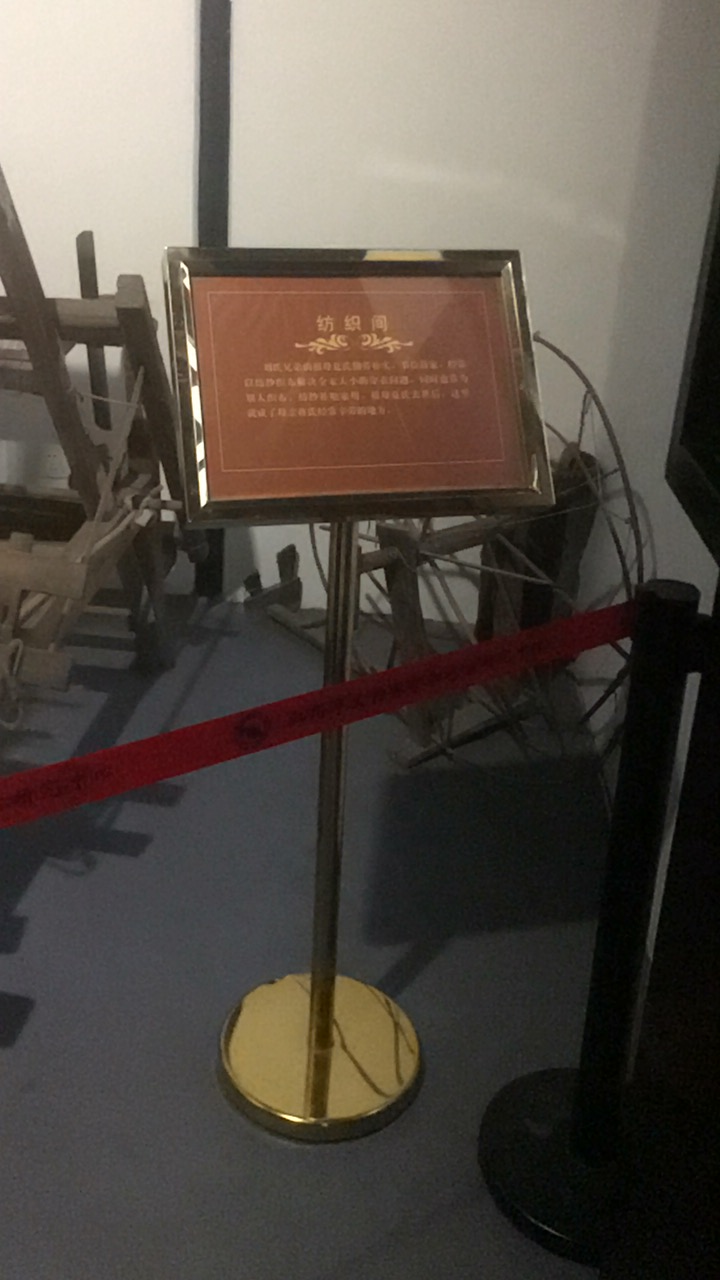
刘氏兄弟故居纺织间

刘氏兄弟故居位于中国江苏省江阴市西横街49号，坐西朝东，前后二进十间三庭院，是刘半农、刘天华、刘北茂三兄弟的故居，同时也是刘氏兄弟纪念馆。毗邻江阴文庙。2002年被列为江苏省文物保护单位。
故居内设有六个展室：第一展室为刘半农展室，第二展室为刘天华展室，第三展室是刘半农卧室，第四展室是刘天华卧室，第五展室为厨房，第六展室是刘北茂事迹及各地人士对刘氏兄弟纪念的介绍。